# Liste der Stolpersteine in Hamburg-Altona-Nord
Die Liste der Stolpersteine in Hamburg-Altona-Nord enthält alle Stolpersteine, die im Rahmen des gleichnamigen Kunst-Projekts von Gunter Demnig in Hamburg-Altona-Nord verlegt wurden. Mit ihnen soll Opfern des Nationalsozialismus gedacht werden, die in Hamburg-Altona-Nord lebten und wirkten.
Diese Seite ist Teil der Liste der Stolpersteine in Hamburg, da diese mit insgesamt 7276 (Stand: Juli 2025) Steinen zu groß würde und deshalb je Stadtteil, in dem Steine verlegt wurden, eine Seite angelegt wurde.
| Adresse                    | Person(en)                                | Inschrift | Bilder                           | Anmerkung                                                                                          |
| -------------------------- | ----------------------------------------- | --- | -------------------------------- | -------------------------------------------------------------------------------------------------- |
| Bodenstedtstraße 10 ·      | Alfred Abraham Najmann                    | Hier wohnte Alfred Abraham Najmann Jg. 1935 deportiert 1941 Ghetto Minsk ermordet                                                                      |                                  | Eintrag auf stolpersteine-hamburg.de                                                               |
| Bodenstedtstraße 10 ·      | Fejga Najmann geb. Blank                  | Hier wohnte Fejga Najmann geb. Blank Jg. 1907 'Polenaktion' 1938 Bentschen/Zbaszyn deportiert 1941 Ghetto Minsk ermordet                               |                                  | Eintrag auf stolpersteine-hamburg.de                                                               |
| Bodenstedtstraße 10 ·      | Gerd Gerson Najmann                       | Hier wohnte Gerd Gerson Najmann Jg. 1934 deportiert 1941 Ghetto Minsk ermordet                                                                         |                                  | Eintrag auf stolpersteine-hamburg.de                                                               |
| Düppelstraße 15 ·          | Agnes Katz geb. Israel                    | Hier wohnte Agnes Katz geb. Israel Jg. 1878 Flucht Holland deportiert 1942 Theresienstadt 1944 Auschwitz Bergen-Belsen ermordet                        |                                  | Eintrag auf stolpersteine-hamburg.de                                                               |
| Eckernförder Straße 4 ·    | Charlotte Friedmann                       | Hier wohnte Dr. Charlotte Friedmann Jg. 1903 Flucht in den Tod 24.2.1939                                                                               |                                  | Eintrag auf stolpersteine-hamburg.de Ein weiterer Stolperstein befindet sich in Hamburg-St. Pauli. |
| Eckernförder Straße 76 ·   | Wilhelmine Posselt                        | Hier wohnte Wilhelmine Posselt Jg. 1874 eingewiesen 1890 Alsterdorfer Anstalten 'verlegt' 16.8.1943 Heilanstalt Am Steinhof/Wien ermordet 5.3.1944     |                                  | Eintrag auf stolpersteine-hamburg.de                                                               |
| Eggerstedtstraße 9 ·       | Géza Michelstädter                        | Hier wohnte Géza Michelstädter Jg. 1887 deportiert 1941 Ghetto Minsk ermordet                                                                          |                                  | Eintrag auf stolpersteine-hamburg.de                                                               |
| Eimsbütteler Straße 53 ·   | Louis Rothstein                           | Hier wohnte Louis Rothstein Jg. 1873 verhaftet 17.5.1939 U-Haft Hamburg 1940 Bremen-Oslebshausen deportiert 1942 Auschwitz ermordet 30.1.1943          |                                  | Eintrag auf stolpersteine-hamburg.de                                                               |
| Eimsbütteler Straße 59 ·   | Berta Redner geb. Fröhlich                | Hier wohnte Berta Redner geb. Fröhlich Jg. 1889 ‚Polenaktion‘ 1938 Bentschen/Zbaszyn ermordet im besetzten Polen                                       |                                  | Eintrag auf stolpersteine-hamburg.de vor Hausnr. 57                                                |
| Eimsbütteler Straße 59 ·   | Hanna Redner                              | Hier wohnte Hanna Redner Jg. 1929 ‚Polenaktion‘ 1938 Bentschen/Zbaszyn ermordet im besetzten Polen                                                     |                                  | Eintrag auf stolpersteine-hamburg.de vor Hausnr. 57                                                |
| Eimsbütteler Straße 59 ·   | Henriette Redner                          | Hier wohnte Henriette Redner Jg. 1921 ‚Polenaktion‘ 1938 Bentschen/Zbaszyn ermordet im besetzten Polen                                                 |                                  | Eintrag auf stolpersteine-hamburg.de vor Hausnr. 57                                                |
| Eimsbütteler Straße 59 ·   | Leon Redner                               | Hier wohnte Leon Redner Jg. 1916 Flucht 1939 Holland interniert Westerbork deportiert 1944 KZ Bergen-Belsen tot auf Transport Biberach 31.1.1945       |                                  | Eintrag auf stolpersteine-hamburg.de vor Hausnr. 57                                                |
| Eimsbütteler Straße 59 ·   | Wolf Redner                               | Hier wohnte Wolf Redner Jg. 1884 ‚Polenaktion‘ 1938 Bentschen/Zbaszyn ermordet im besetzten Polen                                                      |                                  | Eintrag auf stolpersteine-hamburg.de vor Hausnr. 57                                                |
| Gefionstraße 11 ·          | Betty Baruch geb. Kleve                   | Hier wohnte Betty Baruch geb. Kleve Jg. 1892 deportiert 1941 Riga ermordet                                                                             |                                  | Eintrag auf stolpersteine-hamburg.de                                                               |
| Immermannstraße 8 ·        | Fritz Stemmler                            | Hier wohnte Fritz Stemmler Jg. 1894 verhaftet 20.9.1939 Gefängnis Holstenglacis ermordet 5.12.1939                                                     |                                  | Eintrag auf stolpersteine-hamburg.de                                                               |
| Julius-Leber-Straße 16 ·   | Alfred Heilbut                            | Hier wohnte Alfred Heilbut Jg. 1929 deportiert 1941 Riga-Jungfernhof ermordet 26.3.1942                                                                |                                  | Eintrag auf stolpersteine-hamburg.de                                                               |
| Julius-Leber-Straße 16 ·   | Karl Heilbut                              | Hier wohnte Karl Heilbut Jg. 1931 deportiert 1941 Riga-Jungfernhof ermordet 26.3.1942                                                                  |                                  | Eintrag auf stolpersteine-hamburg.de                                                               |
| Julius-Leber-Straße 16 ·   | Rudolf Heilbut                            | Hier wohnte Rudolf Heilbut Jg. 1934 deportiert 1941 Riga-Jungfernhof ermordet 26.3.1942                                                                |                                  | Eintrag auf stolpersteine-hamburg.de                                                               |
| Julius-Leber-Straße 16 ·   | Selma Heilbut geb. Wahler                 | Hier wohnte Selma Heilbut geb. Mahler Jg. 1904 deportiert 1941 Riga-Jungfernhof ermordet 26.3.1942                                                     |                                  | Eintrag auf stolpersteine-hamburg.de                                                               |
| Julius-Leber-Straße 16 ·   | Hannchen Wahler geb. Maier                | Hier wohnte Hannchen Wahler geb. Maier Jg. 1872 deportiert 1942 Theresienstadt 1942 Treblinka ermordet                                                 |                                  | Eintrag auf stolpersteine-hamburg.de                                                               |
| Julius-Leber-Straße 36 ·   | Otto Eggerstedt                           | Hier wohnte Otto Eggerstedt Jg. 1886 im Widerstand/SPD 'Schutzhaft' 1933 Esterwegen erschossen 12.10.1933                                              |                                  | Eintrag auf stolpersteine-hamburg.de Weitere Stolpersteine befinden sich in Othmarschen und Kiel.  |
| Julius-Leber-Straße 36 ·   | Auguste Ohrts geb. Wulff                  | Hier wohnte Auguste Ohrts geb. Wulff Jg. 1866 eingewiesen 1920 Heilanstalt Neustadt 'verlegt' 20.5.1941 Bernburg ermordet 20.5.1941 'Aktion T4'        |                                  | Eintrag auf stolpersteine-hamburg.de                                                               |
| Kieler Straße 75 ·         | Sabine Hilsenrath-Parnass geb. Hilsenrath | Hier wohnte Sabine Hilsenrath-Parnass geb. Hilsenrath Jg. 1884 deportiert 1943 Theresienstadt 1943 Auschwitz ermordet                                  |                                  | Eintrag auf stolpersteine-hamburg.de                                                               |
| Langenfelder Straße 91 ·   | Hans-Jürgen Hobein                        | Hier wohnte Hans-Jürgen Hobein Jg. 1934 eingewiesen 1936 Alsterdorfer Anstalten 'verlegt' 7.8.1943 Heilanstalt Kalmenhof/Idstein ermordet 14.3.1944    |                                  | Eintrag auf stolpersteine-hamburg.de                                                               |
| Max-Brauer-Allee 71 ·      | Ernst Hagemann                            | Hier wohnte Ernst Hagemann Jg. 1896 verhaftet 1939 KZ Fuhlsbüttel Sachsenhausen ermordet 15.2.1942                                                     | Stolperstein für Ernst Hagemann  | Eintrag auf stolpersteine-hamburg.de                                                               |
| Max-Brauer-Allee 89 ·      | August Lütgens                            | August Lütgens Jg. 1897 hingerichtet 1.8.1933 im Gefängnishof                                                                                          |                                  | Eintrag auf stolpersteine-hamburg.de                                                               |
| Max-Brauer-Allee 89 ·      | Walter Möller                             | Walter Möller Jg. 1905 hingerichtet 1.8.1933 im Gefängnishof                                                                                           |                                  | Ein weiterer Stolperstein befindet sich in Hamburg-Eppendorf. Eintrag auf stolpersteine-hamburg.de |
| Max-Brauer-Allee 89 ·      | Bruno Tesch                               | Bruno Tesch Jg. 1913 hingerichtet 1.8.1933 im Gefängnishof                                                                                             |                                  | Eintrag auf stolpersteine-hamburg.de                                                               |
| Max-Brauer-Allee 89 ·      | Karl Wolff                                | Karl Wolff Jg. 1911 hingerichtet im Gefängnishof |                                  | Eintrag auf stolpersteine-hamburg.de Ein weiterer Stolperstein befindet sich in Hamburg-Hamm.      |
| Max-Brauer-Allee 247 ·     | Aron Finkelstein                          | Hier wohnte Aron Finkelstein Jg. 1883 ausgewiesen 1938 nach Zbaszyn Polen ???                                                                          |                                  | Eintrag auf stolpersteine-hamburg.de                                                               |
| Max-Brauer-Allee 247 ·     | Etla Finkelstein geb. Rosenscherr         | Hier wohnte Etla Finkelstein geb. Rosenscherr Jg. 1888 ausgewiesen 1938 nach Zbaszyn Polen ???                                                         |                                  | Eintrag auf stolpersteine-hamburg.de                                                               |
| Max-Brauer-Allee 247 ·     | Rosa Finkelstein                          | Hier wohnte Rosa Finkelstein Jg. 1925 ausgewiesen 1938 nach Zbaszyn Polen ???                                                                          |                                  | Eintrag auf stolpersteine-hamburg.de                                                               |
| Missundestraße 1 ·         | Sora Block geb. Chalip                    | Hier wohnte Sora Block geb. Chalip Jg. 1872 deportiert 1942 Theresienstadt ermordet 9.11.1944                                                          |                                  | Eintrag auf stolpersteine-hamburg.de                                                               |
| Oelkersallee 25 ·          | Hjalmar Vierarm                           | Hier wohnte Hjalmar Vierarm Jg. 1902 verhaftet 1935 Neuengamme Aussenlager Salzgitter-Watenstedt ermordet 7.4.1945                                     |                                  | Eintrag auf stolpersteine-hamburg.de                                                               |
| Oelkersallee 25 ·          | Franziska Starken geb. Wolf               | Hier wohnte Franziska Wolf geb. Wolf Jg. 1904 verhaftet 1941 Gefängnis Fuhlsbüttel 1942 Ravensbrück deportiert 1942 Auschwitz ermordet 14.10.1942      |                                  | Eintrag auf stolpersteine-hamburg.de                                                               |
| Oelkersallee 27 ·          | Bertha Holländer                          | Hier wohnte Bertha Holländer Jg. 1925 deportiert 1941 Minsk ermordet                                                                                   |                                  | Eintrag auf stolpersteine-hamburg.de                                                               |
| Oelkersallee 27 ·          | Eva Holländer geb. Wellmann               | Hier wohnte Eva Holländer geb. Wellmann Jg. 1882 deportiert 1941 Minsk ermordet                                                                        |                                  | Eintrag auf stolpersteine-hamburg.de                                                               |
| Oelkersallee 27 ·          | Hermann Holländer                         | Hier wohnte Hermann Holländer Jg. 1922 deportiert 1941 Minsk ermordet                                                                                  |                                  | Eintrag auf stolpersteine-hamburg.de                                                               |
| Oelkersallee 65 ·          | Oskar Müller                              | Hier wohnte Oskar Müller Jg. 1895 gedemütigt/entrechtet Flucht in den Tod 29.11.1937                                                                   |                                  | Eintrag auf stolpersteine-hamburg.de                                                               |
| Övelgönner Straße 25 ·     | Ruth Drucker                              | Hier wohnte Ruth Drucker Jg. 1919 deportiert 1941 Minsk ermordet                                                                                       | Stolperstein für Ruth Drucker    | Eintrag auf stolpersteine-hamburg.de                                                               |
| Präsident-Krahn-Straße 8 · | Meta Stern                                | Hier wohnte Meta Stern Jg. 1910 deportiert 1941 Riga ermordet                                                                                          |                                  | Eintrag auf stolpersteine-hamburg.de                                                               |
| Schnellstraße 22 ·         | Bella Deutel                              | Hier wohnte Bella Deutel Jg. 1931 'Polenaktion' 1938 Bentschen/Zbaszyn ermordet im besetzten Polen                                                     |                                  | Eintrag auf stolpersteine-hamburg.de                                                               |
| Schnellstraße 22 ·         | Chana Lea Deutel geb. Reiser              | Hier wohnte Chana Lea Deutel geb. Reiser Jg. 1906 'Polenaktion' 1938 Bentschen/Zbaszyn ermordet im besetzten Polen                                     |                                  | Eintrag auf stolpersteine-hamburg.de                                                               |
| Schnellstraße 22 ·         | Isaac Deutel                              | Hier wohnte Isaac Deutel Jg. 1899 'Polenaktion' 1938 Bentschen/Zbaszyn ermordet im besetzten Polen                                                     |                                  | Eintrag auf stolpersteine-hamburg.de                                                               |
| Schnellstraße 22 ·         | Josef Deutel                              | Hier wohnte Josef Deutel Jg. 1936 'Polenaktion' 1938 Bentschen/Zbaszyn ermordet im besetzten Polen                                                     |                                  | Eintrag auf stolpersteine-hamburg.de                                                               |
| Schnellstraße 22 ·         | Jenta Honig geb. Salik                    | Hier wohnte Jenta Honig geb. Salik Jg. 1892 deportiert 1941 Minsk ermordet                                                                             |                                  | Eintrag auf stolpersteine-hamburg.de                                                               |
| Schnellstraße 22 ·         | Osias Leib Honig                          | Hier wohnte Osias Leib Honig Jg. 1890 deportiert 1941 Minsk ermordet                                                                                   |                                  | Eintrag auf stolpersteine-hamburg.de                                                               |
| Schnellstraße 22 ·         | Willi Honig                               | Hier wohnte Willi Honig Jg. 1924 deportiert 1941 Minsk ermordet                                                                                        |                                  | Eintrag auf stolpersteine-hamburg.de                                                               |
| Sommerhuder Straße 23 ·    | Israel Mahler                             | Hier wohnte Israel Mahler Jg. 1922 'Polenaktion' 1938 Bentschen/Zbaszyn ermordet im besetzten Polen                                                    |                                  | Eintrag auf stolpersteine-hamburg.de                                                               |
| Sommerhuder Straße 23 ·    | Jakub D. Mahler                           | Hier wohnte Jakub D. Mahler Jg. 1893 'Polenaktion' 1938 Bentschen/Zbaszyn ermordet im besetzten Polen                                                  |                                  | Eintrag auf stolpersteine-hamburg.de                                                               |
| Sommerhuder Straße 23 ·    | Josef M. Mahler                           | Hier wohnte Josef M. Mahler Jg. 1921 'Polenaktion' 1938 Bentschen/Zbaszyn ermordet im besetzten Polen                                                  |                                  | Eintrag auf stolpersteine-hamburg.de                                                               |
| Sommerhuder Straße 23 ·    | Rachel Mahler geb. Hecht                  | Hier wohnte Rachel Mahler geb. Hecht Jg. 1888 'Polenaktion' 1938 Bentschen/Zbaszyn ermordet im besetzten Polen                                         |                                  | Eintrag auf stolpersteine-hamburg.de                                                               |
| Sommerhuder Straße 23 ·    | Rebekka Rachel Mahler                     | Hier wohnte Rebekka Rachel Mahler Jg. 1931 'Polenaktion' 1938 Bentschen/Zbaszyn ermordet im besetzten Polen                                            |                                  | Eintrag auf stolpersteine-hamburg.de                                                               |
| Sommerhuder Straße 23 ·    | Simon Mahler                              | Hier wohnte Simon Mahler Jg. 1927 'Polenaktion' 1938 Bentschen/Zbaszyn ermordet im besetzten Polen                                                     |                                  | Eintrag auf stolpersteine-hamburg.de                                                               |
| Sommerhuder Straße 33 ·    | Hermann Hertwer                           | Hier wohnte Hermann Hertwer Jg. 1895 eingewiesen 6.12.1943 Heilanstalt Schleswig 'verlegt' 14.9.1944 Heilanstalt Meseritz-Obrawalde ermordet 2.10.1944 | Stolperstein für Hermann Hertwer | Eintrag auf stolpersteine-hamburg.de                                                               |
| Stresemannstraße 224 ·     | August Hinck                              | Hier wohnte August Hinck Jg. 1865 eingewiesen 1943 Heilanstalt Langenhorn 'verlegt' 22.10.1943 Heilanstalt Meseritz-Obrawalde ermordet 8.5.1944        |                                  | Eintrag auf stolpersteine-hamburg.de                                                               |